# Blind
《Blind》，為韓國tvN於2022年9月16日起播出的金土連續劇，由《隧道》、《Cross》、《Voice 4》的申勇輝導演執導，《Andante》的權基慶編劇執筆，講述因懷有冤屈的受害者們，與對於不實的真相睜一隻眼閉一隻眼的加害者們的故事，並以刑警、法官、社會工作者以及陪審員作為故事中心，劇情影射釜山兄弟之家福利院事件。
台灣由愛奇藝國際版、LINE TV自2022年9月17日起每週六、日上午十點更新。中華電信MOD、Hami Video自2022年9月17日起每週一更新。

## 演員陣容

### 主要人物
| 演員   | 角色   | 年齡 | 介紹 |
| 玉澤演 | 柳成俊 | 30   | 武英警察署重案4組刑警。父親是受人尊敬的最高法院法官，母親即將被任命為保健福祉部部長，而唯一的哥哥是黃金世家的養子亦是法官，疑似為希望育幼院逃脫的五名孩子之一，被懷疑為13號鄭允宰，後來釐清是曾受允宰的傷害，並遭柳成勳灌輸他是允宰的錯誤記憶  |
| 河錫辰 | 柳成勳 | 35   | 武英地方法院刑事合議44部法官。不受任何外在因素和威脅所動搖，在維護憲法「依法審判，憑良心審判」的原則下，努力不忘記人的生命取決於他的審判，無論被告人多麼令人髮指，法律都不會使一個人成為不公平的受害者直到最後一分鐘。因鄭允靜的死而決定復仇。 |
| 鄭恩地 | 赵恩琪 | 29   | 社會工作師。從出生就沒有見過父親的私生女，在學時期時常因沒有父親及貧窮等原因遭受到霸凌。曾經被送到少年法庭，在那時候遇到了恩人柳日灝法官，對她來說是一筆財富，也是她人生的轉折點。                                                             |

### 成俊周邊人物
| 演員   | 角色   | 年齡 | 介紹 |
| 崔弘日 | 柳日灝 | 62   | 成俊和成勳的父親。一直擔任法官，並以正直和信念做出決定而享有盛譽。尤其以在少年法庭大聲責罵不良少年的法官而聞名。20年前11號曾向他投陳情書，卻被隱瞞下來。最後因現行犯被柳成俊逮捕。       |
| 趙京淑 | 羅國熙 | 58   | 保健福祉部長官候選人。成俊和成勳的母親。30年來一直在努力改善弱勢群體的福利。自責不能照顧自己的孩子，但是為別人的孩子的福利不感到後悔。已被任命為下一任福祉部部長，正在等待聽證會。       |
| 吳敏愛 | 金淑姬 | 55   | 希望福利院12號鄭寅成之母。從21年前失去年幼的兒子到現在，一刻也沒有忘記過兒子。為了尋找失蹤的兒子，在警察署前經營以兒子名字命名的湯飯店。因為照顧像兒子年齡相仿的成俊，成俊也稱他為媽媽。 |
| 趙瑞厚 | 蘇英   | 30   | 國立法醫學研究所屍檢醫生。出生於醫生世家。高中時曾向成俊表白，但在被拒絕後，不知不覺成為了最熟悉的朋友。                                                                                 |

### 赵恩琪周邊人物
| 演員   | 角色   | 年齡 | 介紹 |
| 趙妍熙 | 趙仁碩 | 55   | 護理師。趙恩琪的母親。年輕時是一名護理師，現在在當地一家療養院擔任護理人員。曾在希望福利院當護理師。被白文江強暴而生下趙恩琪。                               |
| 姜娜言 | 權尤娜 | 17   | 高中生。生活在一個失控的家庭中，對世界充滿了抱怨。欺凌、媽媽的冷漠、老師的荊棘……這個世界上沒有尤娜可以依靠的地方。正要想不開時，趙恩琪出現了。被鄭允宰所殺。 |

### 武英警察署
| 演員   | 角色   | 年齡 | 介紹 |
| 鄭義旭 | 吳英國 | 49   | 武英警察署重案4組隊長。是最可靠的老大。與其貪圖升職，不如「無事故」，是一個把安全放在首位的人。表面上來看似乎很聽上司的話，但在關鍵時刻卻是果斷、有韌勁地帶領隊員們走在前列的優秀領導者。             |
| 鄭仁基 | 廉奇南 | 55   | 武英警察署署長。在擔任基層刑警時期，因受賄受威脅，話多問題也多，好不容易當上了警察署長。自己也覺得能走到這裡很神奇。小丑殺人事件發生後，雖然對殺人犯進行檢舉，但不知出於什麼原因，開始隱瞞事件真相。  |
| 尹挺赫 | 姜昌旭 | 32   | 武英警察署重案4組刑警。出生在農村的貧困家庭，為了擺脫貧困，他孜孜不倦地學習。以優異的成績從警校畢業後，本以為前方是光明的道路，但時常被拿來和成俊相比，自卑感不斷增加。失手殺害鄭文雄。被白文江殺死。 |
|        | 羅東華 | 37   | 武英警察署重案4組刑警。喜愛超級英雄漫畫和電影，而夢想成為一名警察。雖然經常抱怨，但像兄弟一樣跟隨吳隊長。對派出所內部的矛盾一清二楚，對流言蜚語瞭如指掌。                                             |
| 金敏碩 | 金錫九 | 27   | 武英警察署重案4組刑警。成俊的搭檔。亞運會柔道銅牌得主。擁有出色的運動神經和年輕人的體力一年前被選為武林特警，成為強4隊最年輕的成員，但因為頭腦簡單而被昌旭鄙視。                                      |

### 希望福利中心(20年前)
| 演員   | 角色     | 年齡 | 介紹                                                                                                 |
| 南道潤 | 少年7號  | 15   | 告密逃跑計畫的少年，手上有傷疤。現在的安太浩。                                                       |
| 鄭智薰 | 少年11號 | 15   | 在橋上要救允宰，逃跑報案時卻被署長背叛，另一名稱為加百列，現在的柳成勳。答應過允靜會照顧允宰。       |
| 陳裕燦 | 少年12號 | 11   | 真正的鄭寅成，逃亡時踩到陷阱夾到腳，20年後狀態不明。常常想媽媽，想吃媽媽煮的飯。逃跑後被鄭允宰所殺。 |
| 金虔右 | 少年13號 | 13   | 本名為鄭允宰，20年後的身分不明，在第12集確定存活，並冒充12號鄭寅成。                                 |
| 朴俊赫 | 少年24號 | 15   | 李賢洙，和7號逃亡時遇到車禍身亡，李政洙的哥哥。                                                      |

### 其他人物
| 陪審團 編號 | 演員   | 角色            | 年齡 | 介紹 |
| 1           | 金河均 | 姜英基          | 62   | 小丑殺人案國民陪審員之一，前企業高管。他是沉浸在70 年代產業化時代回憶中的老頑固。不久前，他從(株)先大流通公司退休。他出身於大企業幹部，積累了足夠的財產可以安心地度過餘生，也有很多有實力的朋友。最近，面對獨一無二的女兒即將結婚，心情非常混亂。女兒婚禮時被殺死。 |
| 4           | 崔智妍 | 權京子          | 47   | 小丑殺人案國民陪審員之一，朝鮮巫教。曾經，江南主婦們一提到鷹岩洞菩薩，沒有人不知道。曾盛傳丈夫有外遇或婚外情的聰明算命先生，現在興致也下降了，正在用眼色教練來配合，但是連這個也錯的時候很多，只有蒼蠅在飛。                                                        |
| 2           | 趙乘演 | 裴哲浩          | 52   | 小丑殺人案國民陪審員之一，NTS電視台PD。被查出在製作時事紀錄片時偽造採訪內容。裝作有教養，裝作是知性人，裝作正義，裝作什麼都做，但實際上是庸俗的。被具重士殺死。 |
| 5           | 蔡東炫 | 安太浩          | 35   | 小丑殺人案國民陪審員之一，建築總監。對任何事情上都表現出緊張的態度一直冒冷汗，跛腳，臉上帶著不滿的表情。從的言行來看，他似乎只知道他自己，但暗中做著有意義的工作。希望育幼院逃脫的五名孩子之一，在第7集時確定為7號。 被直播公開處刑。                               |
| 9           | 白勝熙 | 廉惠珍          | 33   | 小丑殺人案國民陪審員之一，廉奇南的女兒，知名網紅Coco Mom。家境不錯，前夫給的贍養費也很豐厚，所以生活很充裕。經營SNS並不是為了賺錢。比起金錢，更需要的是關注。被崔順吉毆打後再被鄭允宰殺死。                                                                         |
| 3           | 朴智彬 | 鄭寅成          | 30   | 小丑殺人案國民陪審員之一，IT安全公司工程師。是一個溫柔、友善的人，總是微笑著為他人著想。希望育幼院逃脫的五名孩子之一，真實身分為鄭允宰。 |
| 7           | 崔在燮 | 崔順吉          | 49   | 小丑殺人案國民陪審員之一，私人出租車司機。正在尋找失蹤20年的妻子。脾氣很暴躁，跟白文江一樣右手又蜘蛛刺青。曾在希望育幼院工作，在法庭上認出安太浩為當年的7號。後被殺死。                                                                                             |
| 6           | 吳承允 | 查爾斯 / 李政洙 | 32   | 小丑殺人案國民陪審員之一，日本高檔餐廳“燒酒”的老闆兼主廚。從小隨母親移民加拿大。後來獨自在日本學習壽司成為一名廚師。因為性感外表擁有很多女性顧客來餐廳。跟鄭允宰關係匪淺，因鄭允宰死而自殺。                                                                        |
| X           | 金法來 | 白文江          | 59   | 希望食品社長，經營肉類加工企業。特種部隊出身，過去他是一名殘暴的管理所長，在“希望福利中心”關押、毆打、甚至殺害兒童。當時他的綽號是瘋狗。現在的他藏起醜陋的過去，和妻子女兒過著和睦的生活。女兒在20歲生日時被殘忍殺害後，再度露出真面目。在獄中和鄭允宰同歸於盡。    |
| X           | 全振宇 | 鄭滿春          | 50   | 年輕時在中國犯罪後逃到韓國的非法移民。當白社長濫用職權幾個月不發工資時，萌生了殺意。作為白社長女兒的殺人犯嫌疑人被逮捕，並申請國民參與審判。被白文江推下樓身亡。 |
| X           | 鄭燦宇 | 具重士          | 47   | 希望食品員工。白文江的心腹，在海軍陸戰隊服役後，被稱為具中士。 |

## 收視率
| 季數 | 季數 | 每季集數 | 每季集數 | 每季集數 | 每季集數 | 每季集數 | 每季集數 | 每季集數 | 每季集數 | 每季集數 | 每季集數 | 每季集數 | 每季集數 | 每季集數 | 每季集數 | 每季集數 | 每季集數 |
| 季數 | 季數 | 1        | 2        | 3        | 4        | 5        | 6        | 7        | 8        | 9        | 10       | 11       | 12       | 13       | 14       | 15       | 16       |
| ---- | ---- | -------- | -------- | -------- | -------- | -------- | -------- | -------- | -------- | -------- | -------- | -------- | -------- | -------- | -------- | -------- | -------- |
|      | 1    | 769      | 559      | 531      | 487      | 380      | 613      | 511      | 589      | 557      | 606      | 511      | 482      | 628      | 538      | 507      | 790      |

| 集數       | 播出日期   | AGB收視率        | AGB收視率      | 分級         |
| 集數       | 播出日期   | 大韓民國（全國） | 首爾（首都圈） | 分級         |
| ---------- | ---------- | ---------------- | -------------- | ------------ |
| 1          | 2022/09/16 | 3.385%           | 3.954%         | 19岁以上观看 |
| 2          | 2022/09/17 | 2.430%           | 2.627%         | 15岁以上观看 |
| 3          | 2022/09/23 | 2.460%           | 2.540%         | 15岁以上观看 |
| 4          | 2022/09/24 | 2.591%           | 2.799%         | 15岁以上观看 |
| 5          | 2022/09/30 | 1.785%           | 1.804%         | -            |
| 6          | 2022/10/01 | 2.847%           | 3.415%         | -            |
| 7          | 2022/10/07 | 2.194%           | 2.442%         | -            |
| 8          | 2022/10/08 | 2.849%           | 3.191%         | -            |
| 9          | 2022/10/14 | 2.383%           | 2.704%         | -            |
| 10         | 2022/10/15 | 2.582%           | 2.989%         | -            |
| 11         | 2022/10/21 | 2.535%           | 2.912%         | -            |
| 12         | 2022/10/22 | 2.172%           | 2.531%         | -            |
| 13         | 2022/10/28 | 3.152%           | 3.555%         | -            |
| 14         | 2022/10/29 | 2.613%           | 2.790%         | -            |
| 15         | 2022/11/04 | 2.518%           | 2.809%         | -            |
| 16         | 2022/11/05 | 3.136%           | 3.127%         | -            |
| 平均收視率 | 平均收視率 | 2.602%           | 2.887%         | -            |

- 收視最低的集數以藍色表示，收視最高的集數以紅色表示，而空格則表示該集的收視沒有相關數據。

## 外部連結
- 韓國tvN官方網站
- Daum上《Blind》的資料

| tvN 金土劇                            | tvN 金土劇                       | tvN 金土劇 |
| ------------------------------------- | -------------------------------- | ---------- |
|                                       | （2022年9月16日－2022年11月5日） |            |
| 流星 （2022年4月22日－2022年6月11日） | Island （2023年2月10日－2023年） |            |

| 臺灣 愛爾達綜合台 星期一至五 03:00 - 06:00（四集連播） | 臺灣 愛爾達綜合台 星期一至五 03:00 - 06:00（四集連播） | 臺灣 愛爾達綜合台 星期一至五 03:00 - 06:00（四集連播） |
| ------------------------------------------------------ | ------------------------------------------------------ | ------------------------------------------------------ |
|                                                        | Blind局中人 （2025年7月10日—2025年7月21日）            |                                                        |
| —                                                      | —                                                      |                                                        |

| 臺灣 東森戲劇台 星期一至五 23:00 - 24:00 | 臺灣 東森戲劇台 星期一至五 23:00 - 24:00 | 臺灣 東森戲劇台 星期一至五 23:00 - 24:00 |
| ---------------------------------------- | ---------------------------------------- | ---------------------------------------- |
|                                          | Blind局中人 （2025年8月28日—）           |                                          |
| 灼灼風流 （2024年9月4日—2024年10月2日）  | —                                        |                                          |